# 고용, 이자 및 화폐의 일반 이론
《고용·이자 및 화폐의 일반이론》(The General Theory of Employment, Interest and Money) 또는 《일반이론》은 존 메이너드 케인스가 1936년 집필한 경제학 이론서이다. 케인스의 주요 저서이자 거시경제학의 기초가 되는 서적으로 현재에도 재정정책의 이론적 기초가 되는 서적이다.

## 케인스 경제학의 탄생
케인즈는 집필 당시 주류였던 경제학파들을 고전학파로 총칭해 세이의 법칙과 자유방임주의를 부정하였고, 유효수요의 원리와 그에 근거한 정부의 공공투자 유효성·유동성 선호설·승수효과의 이론을 제창해 기존의 고전학파 경제학 체계를 뒤집으면서 케인스 경제학 체계를 수립하였다. 이를 케인스 혁명이라 하며, 케인스 경제학은 그 후 거시경제학으로 발전했다. 케인즈 이전의 거시경제학은 공급이 수요를 창출한다는 세이의 법칙이 지배적이었다. 세이의 법칙에 의하면 노동은 항상 완전고용수준에 있어야함에도 현실에서 오랫동안 지속되는 실업을 케인즈는 주목했다.
케인즈는 이 책에서 당시의 주류경제학의 결론과 현실사이의 불일치를 비판하고 실업을 설명하는 이론적 틀을 제시하며 노동의 완전고용을 이루기 위한 정책을 제공한다. 케인즈는 실업이 일시적인 현상이 아니라 장기간 지속되는 현상임을 증명하기 위해 책에서 이론의 틀을 크게 소비성향, 자본의 한계효율, 유동성선호로 구성하고 있다. 노동 고용량이 증가하면 그에 따라 산출량이 증가한다. 이때 경제 전체에서 소득이 증가하는 한편 생산비용도 증가한다. 생산자는 생산비용의 증가가 상품 판매를 통해 모두 상쇄되기를 희망한다.
그러나 케인즈는 산출량 증가에 따른 소득의 증가량이 모두 상품 구매로 이어지지 않을 확률이 높다고 말한다. 생산비용 증가분이 상품 판매를 통해 모두 상쇄되지 않으면 생산자는 산출량과 노동 고용을 이전보다 감소시킬 것이다. 생산비용의 증가분이 상품 판매액 증가분과 일치하지 않는다는 것은 투자와 저축이 일치하지 않음을 뜻한다. 따라서 케인즈에 따르면 투자와 저축의 불일치는 산출량과 고용량의 변화를 가져오며, 어떤 특정한 산출량과 고용량에서만 투자와 저축이 일치한다. 케인즈 시대의 주류 경제학에서 노동의 고용량을 결정하는 것은 노동 수요와 노동 공급의 관계이고, 투자와 저축이 불일치할 경우 두 양을 일치시키는 기능은 고용량이 아니라 이자율이다. 그러나 케인즈에서 투자와 저축을 일치시키는 기능은 노동 고용량에 주어진다. 이자율은 그런 기능을 수행하지 않는다. 케인즈에서 이자율 결정을 설명하기 위한 논의가 바로 유동성선호에 관한 논의다. 유동성선호는 화폐에 대한 수요를 결정하는 요소다. 이자율은 화폐시장에서 화폐공급과 화폐수요를 일치시킴으로써 결정된다.이렇게 이론의 세부분을 설명하고 나면 경제 전체의 산출과 고용을 결정하는 인과관계를 확인할 수 있다. 인과관계는 유동성선호에서 출발한다.
우선 민간 부문의 유동성선호로 결정되는 화폐수요와 통화 당국이 결정하는 화폐공급의 결과로 이자율이 결정된다. 그런 후 이자율과 자본의 한계효율 사이의 비교를 통해 경제 전체의 투자지출이 결정된다. 이렇게 결정된 투자지출과 소비성향에 따른 소비지출은 경제 전체의 유효수요를 결정하고 이에 따라 산출과 고용량이 결정된다. 이렇게 결정되는 고용량이 항상 완정고용량과 일치하지는 않는다. 완전고용을 달성하기 위해서는 소비지출과 투자지출을 합한 유효수요의 크기가 완전고용 수준에서 발생하는 생산비용을 만회할 정도로 충분히 커야한다. 유효수요의 크기가 충분히 크지 않은 주된 이유는 민간 부문에서 자율적으로 결정되는 투자지출의 규모가 충분하지 않기 때문이다.
바로 여기에 정부의 역할이 있다. 민간 부문의 투자를 결정하는 주요소가 미래 경제 상황에 대한 기대이므로 정부는 투자자들이 미래 경제 상황에 대해 자신감을 갖고 투자할 수 있도록 여건을 조성해야 할 것이다. 이런 정책으로도 충분한 투자가 시행되지 않는다면 정부가 직접 투자지출을 할 수 있다. 이것이 정부의 재정정책이다.